# Екимово (Карелия)
Еки́мово — опустевшая деревня Медвежьегорского района Республики Карелия Российской Федерации. Входит в состав Шуньгского сельского поселения

## География
Расположена в восточной части Средней Карелии, на северо-западном берегу озера Путкозеро, на Заонежском полуострове. Расположена к северо-западу от села Шуньга.

## Климат
Климат мягкий, сочетает признаки континентального и морского. Средняя температура января −11.9 °C, июля +15.7 °C.

## Население
| 2002 | 2010 | 2013 |
| ---- | ---- | ---- |
| 2    | ↘0   | →0   |

## Инфраструктура
Было личное подсобное хозяйство.

## Транспорт
В пешей доступности региональная автодорога 86К-142.